# Società per l'Educazione Fisica Torres 1969-1970
Questa voce raccoglie le informazioni riguardanti la Società per l'Educazione Fisica Torres nelle competizioni ufficiali della stagione 1969-1970.

## Rosa
| N. |                   | Ruolo | Calciatore         |
| -- | ----------------- | ----- | ------------------ |
|    | Italia (bandiera) | A     | Pier Angelo Basili |
|    | Italia (bandiera) | C     | Franco Caneo       |
|    | Italia (bandiera) | C     | Sergio Codognato   |
|    | Italia (bandiera) |       | Criscuoli          |
|    | Italia (bandiera) | C     | Costanzo Dettori   |
|    | Italia (bandiera) | C     | Remo Ferradini     |
|    | Italia (bandiera) | C     | Mario Ferraguti    |
|    | Italia (bandiera) | C     | Giampaolo Ferretti |
|    | Italia (bandiera) | A     | Silvano Flaborea   |
|    | Italia (bandiera) | C     | Grazioli           |

| N. |                   | Ruolo | Calciatore       |
| -- | ----------------- | ----- | ---------------- |
|    | Italia (bandiera) |       | Grilli           |
|    | Italia (bandiera) | D     | Gianni Iseppon   |
|    | Italia (bandiera) | C     | Titti Miani      |
|    | Italia (bandiera) | D     | Carlo Mora       |
|    | Italia (bandiera) | D     | Gianni Morbidoni |
|    | Italia (bandiera) | A     | Paolo Morosi     |
|    | Italia (bandiera) | D     | Massimo Rossi    |
|    | Italia (bandiera) | A     | Alberto Sassi    |
|    | Italia (bandiera) |       | Ventura          |